# Isoko
Die Sprache Isoko  ist eine edoide Sprache, die in der Region Isoko in Nigeria vom Volk der Isoko gesprochen wird.
Sie ist sprachwissenschaftlich mit der Sprache Urhobo des benachbarten Urhobo-Volkes ähnlich.
Michael A. Marioghae, welcher mit Peter Ladefoged im Jahre 1962 zusammenarbeitete, machte eine von wenigen Stimmaufzeichnungen von sample-Isoko-Wörtern, welche dem UCLA phonetics archive zugänglich gemacht wurden.